# Сіа 5
Сіа 5 (англ. Seah 5) — індіанська резервація в Канаді, у провінції Британська Колумбія, у межах регіонального округу Томпсон-Нікола.

## Населення
За даними перепису 2016 року, індіанська резервація нараховувала 10 осіб, показавши скорочення на 50,0%, порівняно з 2011-м роком. Середня густина населення становила 6,3 осіб/км².

## Клімат
Середня річна температура становить 7,6°C, середня максимальна – 21,7°C, а середня мінімальна – -10,1°C. Середня річна кількість опадів – 424 мм.
| Клімат поселення                              | Клімат поселення | Клімат поселення | Клімат поселення | Клімат поселення | Клімат поселення | Клімат поселення | Клімат поселення | Клімат поселення | Клімат поселення | Клімат поселення | Клімат поселення | Клімат поселення | Клімат поселення |
| Показник                                      | Січ.             | Лют.             | Бер.             | Квіт.            | Трав.            | Черв.            | Лип.             | Серп.            | Вер.             | Жовт.            | Лист.            | Груд.            |                  |
| Середній максимум, °C                         | 2,76             | 5,99             | 9,99             | 13,81            | 18,16            | 21,74            | 21,32            | 21,34            | 16,93            | 11,08            | 4,68             | 0,45             |                  |
| Середня температура, °C                       | −3,68            | −0,46            | 3,56             | 7,37             | 11,73            | 15,30            | 18,30            | 18,33            | 13,92            | 8,06             | 1,66             | −2,56            |                  |
| Середній мінімум, °C                          | −10,13           | −6,89            | −2,89            | 0,92             | 5,28             | 8,85             | 15,29            | 15,31            | 10,90            | 5,04             | −1,36            | −5,59            |                  |
| Норма опадів, мм                              | 49               | 30               | 25               | 21               | 31               | 34               | 33               | 29               | 25               | 37               | 55               | 55               |                  |
| Середньомісячна швидкість вітру, м/с          | 2.10             | 2.14             | 2.44             | 2.71             | 2.51             | 2.40             | 2.22             | 2.03             | 1.86             | 2.06             | 2.14             | 2.10             |                  |
| Середньомісячна сонячна радіація, кДж/м²·день | 3192             | 6401             | 10844            | 15822            | 19356            | 20920            | 21796            | 18661            | 13203            | 7373             | 3550             | 2525             |                  |
| --------------------------------------------- | ---------------- | ---------------- | ---------------- | ---------------- | ---------------- | ---------------- | ---------------- | ---------------- | ---------------- | ---------------- | ---------------- | ---------------- | ---------------- |
| Джерело:                                      |                  |                  |                  |                  |                  |                  |                  |                  |                  |                  |                  |                  |                  |